# Panský diel
Panský diel (1100 m) je výrazný vrchol, nacházející se ve Starohorských vrších nad Španí Dolinou. Z dálky viditelný vrch je známý lyžařskými vleky ale i lokálními vysílači rozhlasových stanic pro Banskou Bystrici. Z vrcholu je nádherný výhled na Zvolenskou kotlinu, Horehroní a Banskou Bystrici.
Na severním úpatí se nachází sportovní areál Šachtičky, který zahrnuje hotel, restauraci a vyhlídkovou věž.

## Přístup
- Po  značce ze Španí Doliny
- Po  značce ze Banské Bystrice - Sásové

## Vysílač Panský diel
Na vrchu se nachází soukromý vysílač rozhlasu a GSM signálu, který je určen pro pokrytí Banské Bystrice, Zvolenské kotliny a části Horehroní.

### Sirény program
Vysílač šíří signál dvou soukromých rádií:
| Frekvence | Program     | ERP    | Polarizace   |
| --------- | ----------- | ------ | ------------ |
| 102,9     | Rádio Lumen | 0,1 kW | horizontální |
| 106,6     | Rádio Viva  | 1 kW   | horizontální |